# Plasma par induction
Le plasma par induction, plasma à couplage inductif (ICP) ou plasma thermique radiofréquence (RF) est un type de plasma thermique généré par induction électromagnétique. Le champ magnétique induit un courant électrique dans un gaz le chauffe jusqu'à 10 000 kelvins.
La technologie du plasma à couplage inductif est utilisée dans des domaines tels que la sphéroïdisation des poudres, la synthèse de nanomatériaux et les souffleries à plasma. Une torche à plasma RF est utilisée pour la mise en œuvre de cette technologie. Elle se compose de trois éléments de base : la bobine d'induction, une chambre de confinement et une tête de torche pour l’injection des gaz plasmagènes et est complétée par une sonde pour l’injection du matériel à traiter par plasma. Le principal avantage de cette technologie par rapport aux torches à plasma à courant continu (DC) est l'élimination des électrodes, qui doivent être remplacées régulièrement et introduisent une contamination dans le plasma. On note également, pour les applications de traitement de matériaux, un temps de résidence du matériel dans le plasma plus important dans les torches RF par rapport aux torches DC et une introduction du matériel à traiter directement au cœur du plasma grâce à la sonde.

## Histoire
Les années 1960 ont marqué le développement des technologies au plasma thermique pour répondre aux besoins des programmes spatiaux. Parmi les différentes méthodes de génération du plasma thermique se trouvait celle du plasma par induction, la torche à plasma (plasma par induction couplée) a alors joué un rôle important.
Les premiers efforts pour maintenir du plasma par induction couplée sur un jet de gaz remonte à G. Babat en 1947, et à T. Reed en 1961. Les premières étapes des recherches se concentraient sur l'étude des mécanismes de couplage de l'énergie et des caractéristiques du courant, de la température, de la concentration du plasma. Dans les années 1980, avec la hausse de la demande en produit de haute performance et du fait d'autres questions scientifiques, l'intérêt pour l'utilisation du plasma par induction dans la production industrielle a augmenté. Plusieurs recherches et travaux furent menés pour passer de l'outil de laboratoire à l'intégration industrielle.

## Sphéroïdisation des poudres
La sphéroïdisation est un procédé de production de poudre sphérique, à partir de poudre de forme irrégulière. Les poudres de sphéricité élevées sont nécessaires dans de nombreux domaines industriels, tels que la fabrication additive, la métallurgie des poudres, le packaging électronique et le milieu médicale la projection thermique[C'est-à-dire ?]. Les avantages des poudres sphériques sont les suivants : meilleure coulabilité, densité (apparente et tapée[Quoi ?]) élevée, et formation de couches homogènes et reproductibles dans les procédés avec lit de poudre.
La sphéroïdisation est un processus dans lequel chaque particule fond individuellement, formant une gouttelette de liquide qui prend une forme sphérique sous l'action de la force de tension superficielle. Les gouttelettes refroidissement après leur passage à travers le plasma et se solidifient en particules sphériques denses. La technologie est disponible à la fois aux échelles du laboratoire et industrielle[source secondaire souhaitée].
Une grande variété de céramiques, métaux et alliages métalliques ont pu être sphéroïdisées par plasma radiofréquence. Compte tenu de la température élevée du plasma, même les matériaux ayant des températures de fusion très élevés peuvent être sphéroïdisés. Grâce à l’atmosphère contrôlée et l’absence de creusets, même des matériaux réactifs peuvent être ainsi traités.
Voici quelques matériaux typiques qui sont sphéroïdisés à l'échelle commerciale :
- céramiques d'oxyde : SiO2, ZrO2, YSZ, Al2TiO5, verre ;
- non-oxydes : WC, WC-Co, CaF2, TiN ;
- métaux : rhénium, tantale, molybdène, tungstène ;
- alliages : Cr-Fe-C, Re-Mo, Re-W, alliages à haute entropie.

Les avantages de la sphéroïdisation des poudres par rapport à l'atomisation au gaz sont les suivants :
- haut rendement (les poudres sphéroïdisées ont la même distribution granulométrique que la matière première) ;
- large gamme de matériaux (presque tous les céramiques et métaux) ;
- haute pureté (pas de pollution par les électrodes ou les creusets) ;
- possibilité de recycler les poudres usagées grâce à l'amélioration de la sphéricité et, dans certains cas, à la réduction de la teneur en oxygène ;
- sphéricité élevée, faible porosité et absence de satellites[Quoi ?]

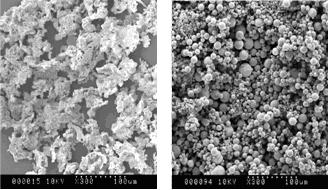
Les poudres de rhénium floconneuses et imbriquées deviennent des sphères denses et individuelles après le traitement de sphéroïdisation par plasma à couplage inductif.
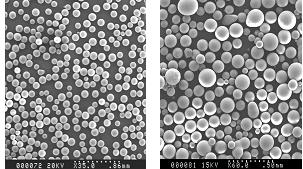
La poudre de SiO2 sphéroïdisée par plasma à couplage inductif (plasma d'air), productivité 15 à 20 kg/h.

## Synthèse de nanomatériaux
Le diamètre des particules formées dépend entre autres de la vitesse de refroidissement (vitesse de trempe). Le fonctionnement sous diverses atmosphères permet la synthèse d'une grande variété de nanopoudres ayant une composition chimique de cœur et de surface bien contrôlée. La technologie est disponible à la fois à l'échelle de laboratoire et industrielleModèle:Secou. Le plasma radiofréquence utilisé pour la synthèse de nanopoudres offre de nombreux avantages par rapport aux techniques alternatives, tels qu'une grande pureté, de la flexibilité, une mise à l'échelle aisée, une opération simple et un contrôle du procédé. La technologie du plasma à couplage inductif met en œuvre l'évaporation en vol du précurseur qui peut, grâce au plasma chaud de 10 000 kelvins, évaporer des matériaux ayant un point d'ébullition très élevé
Le système plasma à couplage inductif a été utilisé pour la synthèse de diverses nanopoudres. La gamme de taille typique des nanoparticules produites est de 20 à 100 nm. La productivité varie de 20 g/h à 3~4 kg/h, en fonction des propriétés physiques des matériaux et du niveau de puissance du plasma.

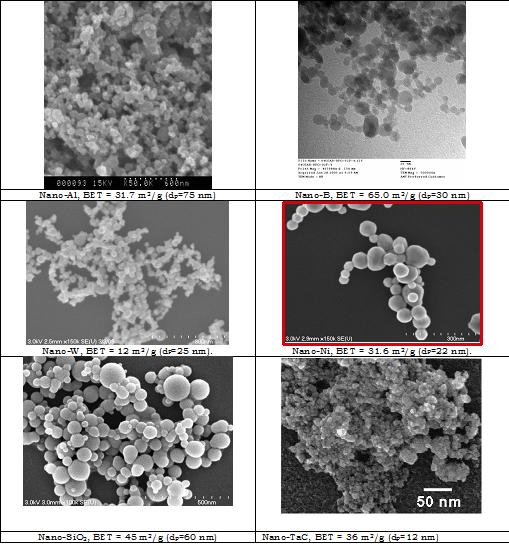
Quelques échantillons de nanoparticules produites par plasma radiofréquence.
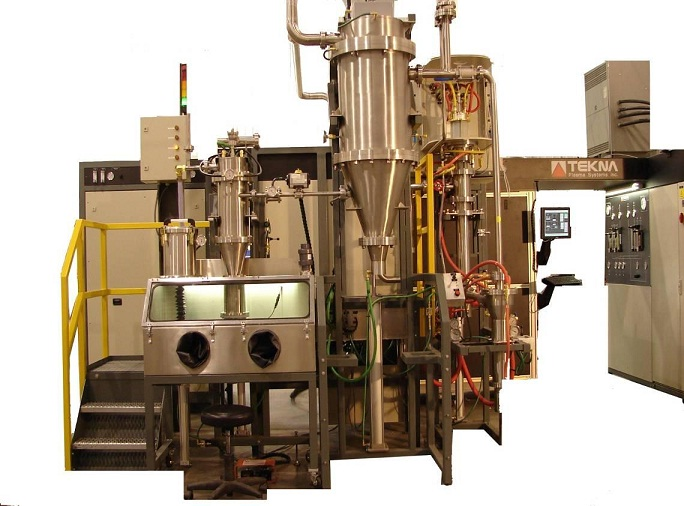
Système plasma à couplage inductif pour la synthèse industrielle de nanopoudres.

## Souffleries à plasma
Pendant la rentrée atmosphérique, les vaisseaux spatiaux volent à très grande vitesse et sont exposés à des flux de chaleur élevés et à une haute pression de l'air, qui est comprimé et chauffé à plusieurs milliers de degrés à l'avant du vaisseau spatial. Le vaisseau spatial doit être protégé de ce flux de chaleur élevé par des matériaux utilisés comme bouclier thermique. Pour le développement de l'engin spatial, ces matériaux doivent être testés dans des conditions similaires de flux de chaleur, de pression et de vitesse de gaz. Les souffleries à plasma, également appelées installations d'essais au sol à haute enthalpie, reproduisent ces conditions. Le plasma radiofréquence est utilisé pour ces souffleries à plasma car il peut générer un plasma à haute enthalpie exempt de contaminants

## Sources
- (en) Cet article est partiellement ou en totalité issu de l’article de Wikipédia en anglais intitulé « Induction plasma » (voir la liste des auteurs).